# Kanton Levallois-Perret-Sud
Kanton Levallois-Perret-Sud is een voormalig kanton van het Franse departement Hauts-de-Seine. Kanton Levallois-Perret-Sud maakte deel uit van het arrondissement Nanterre en telde 26.532 inwoners (1999).
Het werd opgeheven bij decreet van 24 februari 2014, met uitwerking in maart 2015

## Gemeenten
Het kanton Levallois-Perret-Sud omvatte enkel een deel van de gemeente Levallois-Perret.